# Paweł Palczowski
Paweł Palczowski, född omkring 1570, död efter 1609, var en polsk författare.
Palczowski författade ett arbete om Venedig, Status venetorum sive brevis tractatus de origine et vetustate venetorum (1605) och en politisk studie om kosackerna, Dyskurs o kozakach (1608). Under en längre vistelse i Moskva samlade han utförligt material till en skildring av Ryssland under den "stora oredans" dagar, Kolenda moskievska (1609).